# Matt LeBlanc
Matthew Steven "Matt" LeBlanc (Newton, Massachusetts, 25. srpnja 1967.) je američki glumac. Najpoznatiji je po ulozi Joeyja Tribiannija u TV serijama Prijatelji i Joey.